# 日本フィンランド学校
座標: 北緯34度56分43秒 東経135度57分9.5秒 / 北緯34.94528度 東経135.952639度
日本フィンランド学校（にほんフィンランドがっこう、フィンランド語: Japanin suomalainen koulu）は、滋賀県大津市にあるフィンランド系のインターナショナル・スクール。略称 Jasuko（ヤスコ）。

## 沿革
1964年秋、日本に在住するフィンランド人宣教師の子供のための学校として設立された。その後、フィンランド人の子供すべてに門戸を開いたナショナル・スクールとなった。
設立母体となったのはペンテコステ教会系宣教団体フィダ・インターナショナル (fi:Fida International) で、のちにフィンランド・ルーテル海外宣教会 (fi:Lähetysyhdistys Kylväjä) 、フィンランド・ルーテル宣教会 (fi:Suomen Evankelisluterilainen Kansanlähetys) 、フィンランド・ルーテル福音協会 (fi:Suomen Luterilainen Evankeliumiyhdistys) が運営に参加した。1987年には現在の校舎や寄宿舎が完成している。学校史上生徒数が最も多かったのはこの1987年で、43人にのぼった。
しかし、1990年代、日本の不況などの状況に伴い宣教活動が規模を縮小、学校にも影響が及んだ。2003年夏には生徒がいなくなり休校となった。休校中の2004年にインターナショナル部が併設され、保育園と小中学科が開設された。
2006年にフィンランド学校は再開されたが、2年後関係者の帰国により休校となった。2011年まで保育園・小学校相当の学校として運営されていたが、現在、休校となっている。
教育は日本語・英語・フィンランド語で行われていた。

## 所在地
〒520-2115 滋賀県大津市新免2-10-1 